# بونيرة حرشاء
بونيرة حرشاء (الاسم العلمي:Ponera  scabra) هي نوع من حشرات تتبع جنس البونيرة من فصيلة النمليات.